# Самотлор-НН-3237
Самотлор-НН-3237 — российский микроавтобус, выпускаемый нижегородской компанией «Самотлор-НН» на шасси Mercedes-Benz Sprinter 411/413CDI и Volkswagen LT46.

## История
За основу модели был взят Mercedes-Benz Sprinter первого поколения, производившийся на тот момент в Аргентине.
Первый микроавтобус «Самотлор-НН-3237» был представлен в 2006 году компании «Мострансавто», где значительная часть транспортных средств эксплуатировалась до 2018 года. Такие модели получили индекс «Самотлор-НН-323760». Автобусы, разрабатывавшиеся для обслуживания московских маршрутов, получили индекс «Самотлор-НН-323770».
Производство завершилось в августе 2009 года.

## Модификации
- Самотлор-НН-323730
- Самотлор-НН-323760
- Самотлор-НН-323770

Фотографии автобусов Самотлор-НН-3237
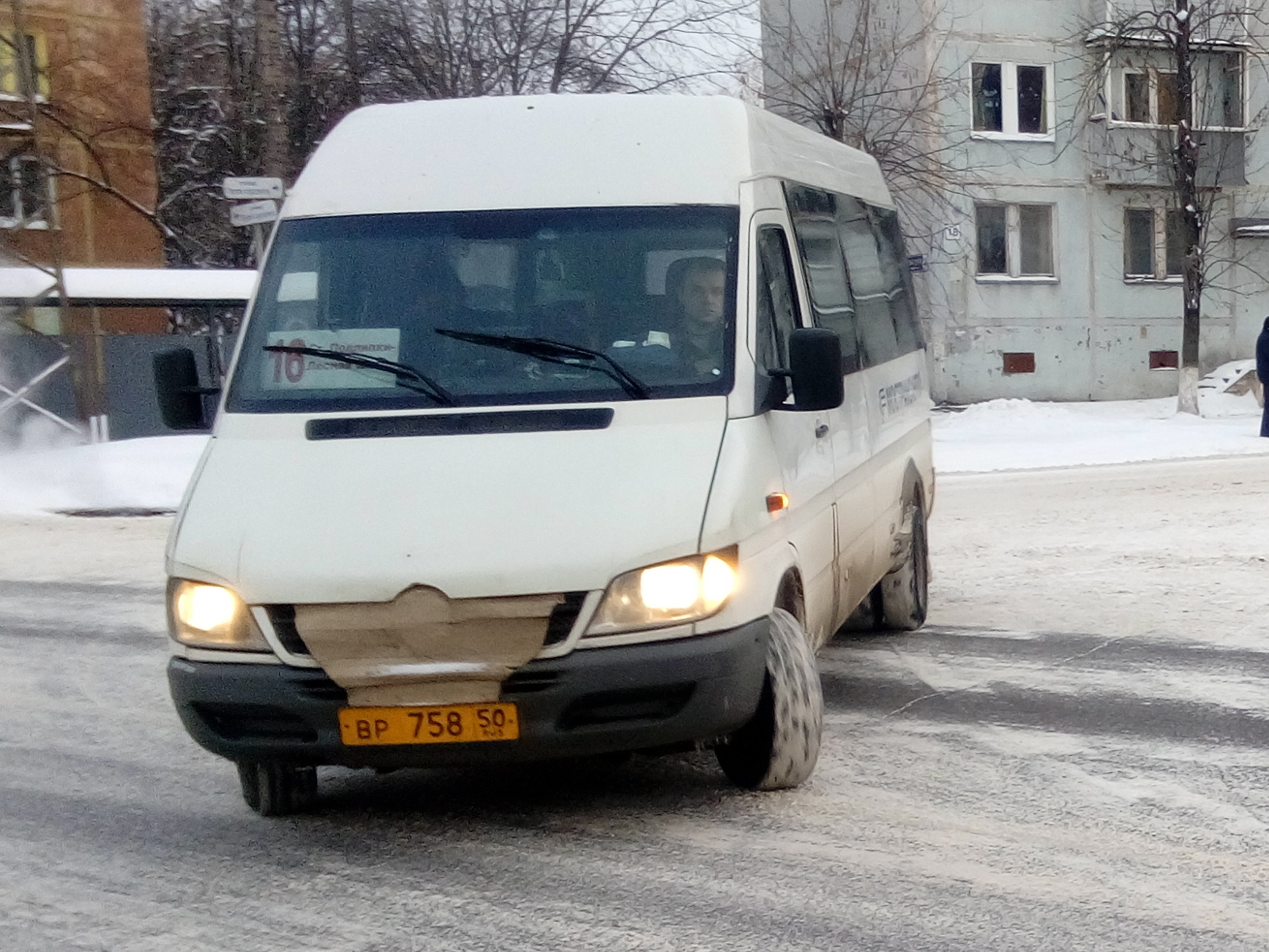
Самотлор-НН-323760 (MB Sprinter 413CDI) на маршруте № 16 в Королёве, Московская область
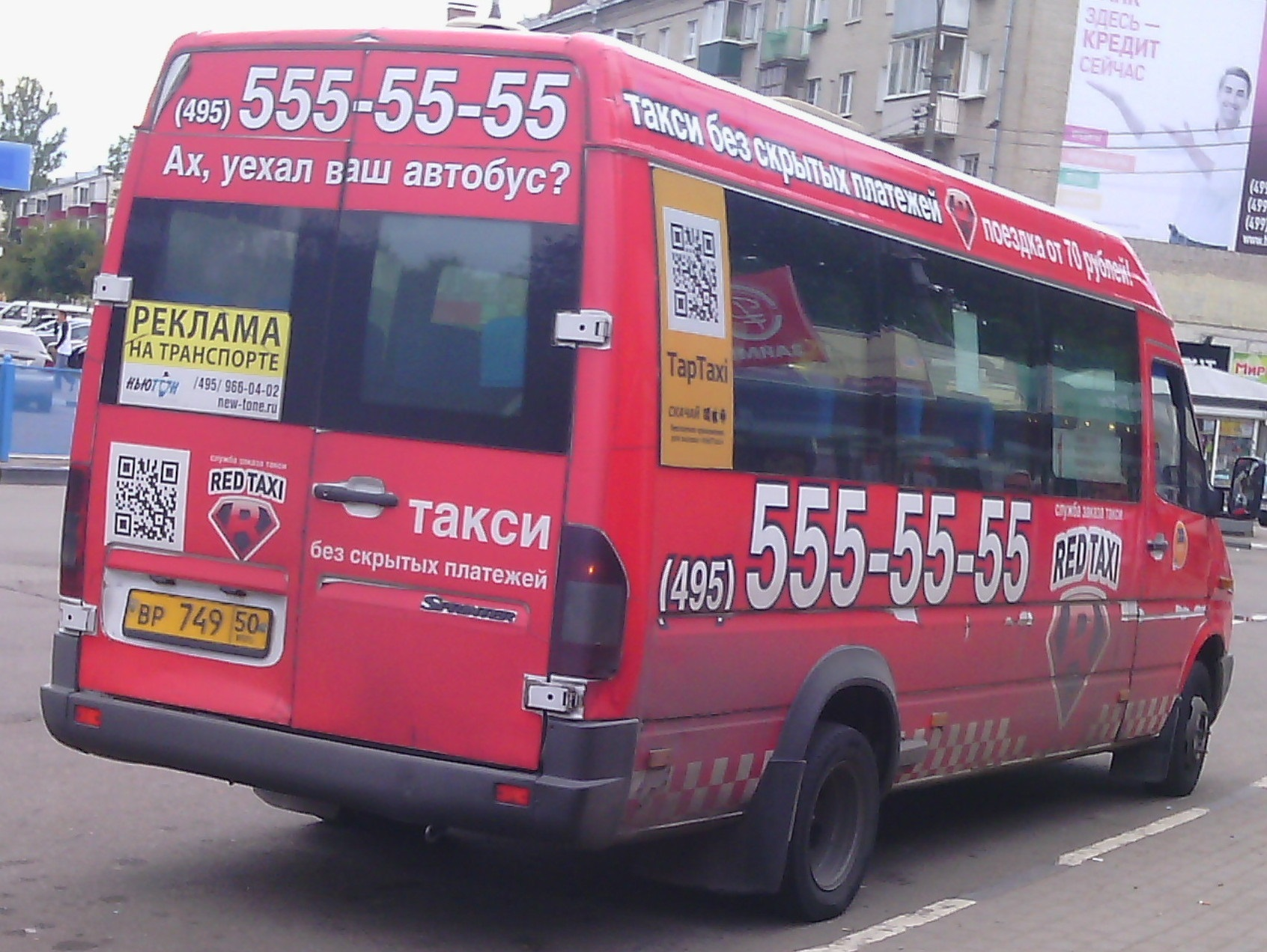
Самотлор-НН-323760 (MB Sprinter 413CDI) на маршруте № 1 в Королёве, Московская область
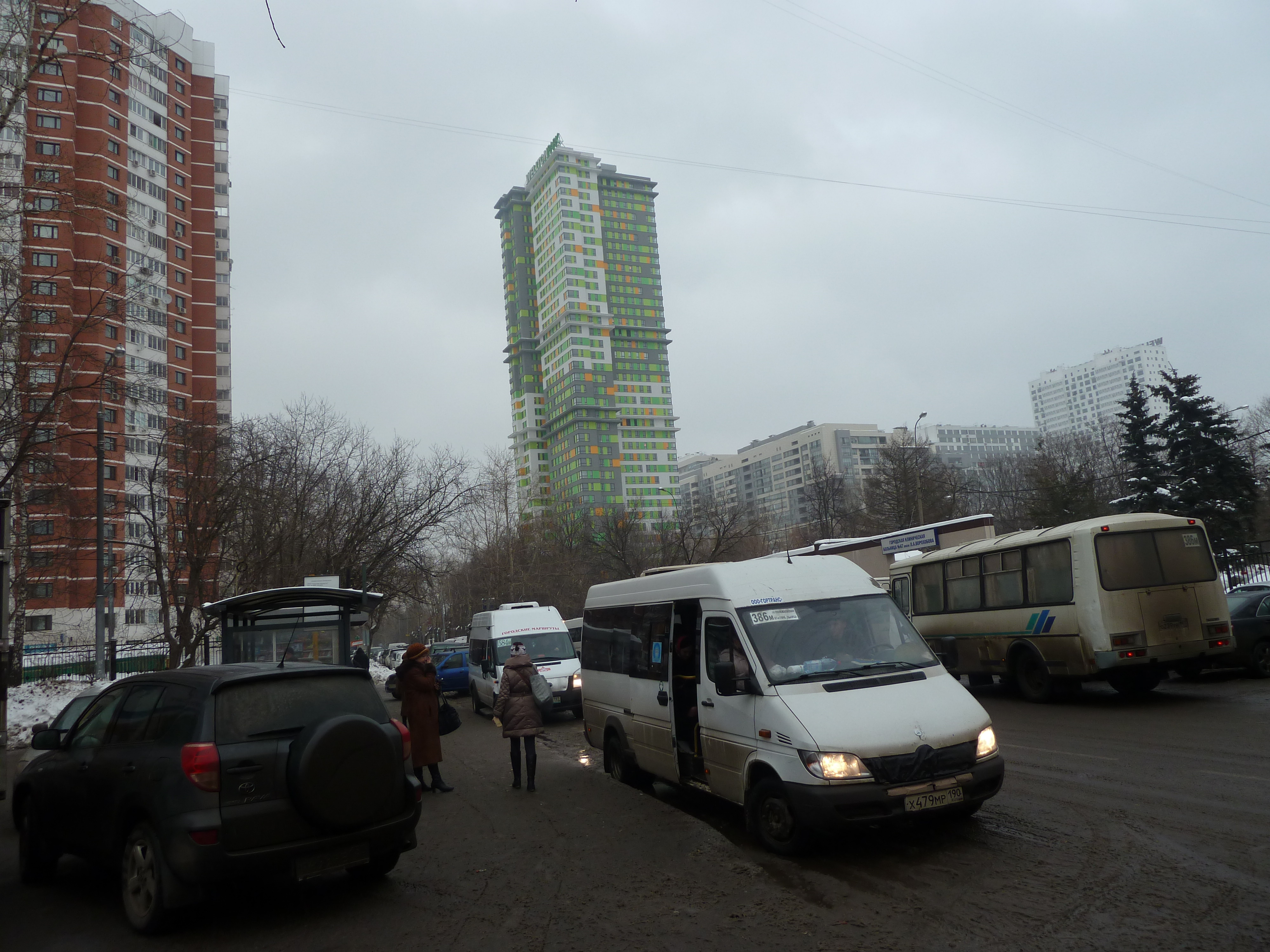
Самотлор-НН-323770 (MB Sprinter 411CDI) на улице Саляма Адиля в Москве, маршрут № 386м. 2013 год